# Cesare Benelli
Cesare Camillo Benelli (Tempio Pausania, 28 gennaio 1885 – Chieti, 28 novembre 1943) è stato un generale italiano, veterano della guerra italo-turca e della prima guerra mondiale. Durante la seconda guerra mondiale, fu comandante della 24ª Divisione fanteria "Pinerolo" operante in Tessaglia durante l'occupazione della Grecia, resasi responsabile della rappresaglia italiana di Domenikon il 16 febbraio 1943.

## Biografia
Nacque a Tempio Pausania il 28 gennaio 1885, figlio di Olinto e Anna Maria Benelli.
Arruolatosi nel Regio Esercito, il 7 settembre 1905 entrò come Allievo ufficiale nella Regia Accademia Militare di Artiglieria e Genio di Torino da cui uscì con il grado di sottotenente assegnato all'arma di artiglieria. Partecipò alla guerra italo-turca combattendo in Libia, e successivamente alla prima guerra mondiale, dove combatte con il grado di maggiore nel 3º Reggimento artiglieria da fortezza, e poi nel 62º Raggruppamento artiglieria d'assedio del 69º Gruppo, venendo decorato con una Medaglia d'argento e una Croce di guerra al valor militare. Promosso colonnello il 16 settembre 1935, fu comandante prima dell'8º Reggimento di artiglieria d'armata, a Bologna e poi direttore dell'artiglieria del Corpo d'armata di Torino nel periodo 1935-1939.
Divenuto generale di brigata il 30 giugno 1939, venne assegnato prima al comando dell'artiglieria del 2º corpo ad Alessandria e poi dell'artiglieria della 5ª Armata a Tripoli, in Africa Settentrionale Italiana.
Nel corso del 1941 rientrò a Roma, a disposizione del Ministero della guerra, per poi esser assegnato in servizio al comando del XIII Corpo d'armata a Cagliari, per incarichi speciali dal 5 settembre dello stesso anno. Il 18 ottobre successivo sostituì il generale Licurgo Zannini come comandante incaricato della 24ª Divisione fanteria "Pinerolo", impiegata in Grecia. Il 1 gennaio 1942 fu elevato al rango di generale di divisione, e il 16 aprile divenne comandante effettivo della Grande Unità.
Durante il suo comando le truppe della divisione si resero protagoniste di una delle più grandi stragi di civili compiute dal Regio Esercito nel corso della seconda guerra mondiale. Il 16 febbraio 1943, a un chilometro circa dal villaggio di Domenikon, in Tessaglia, durante un agguato da parte dei partigiani greci a un convoglio militare italiano che trasportava viveri, morirono 9 fanti della "Pinerolo".
Le truppe italiane decisero quindi di compiere una rappresaglia nel villaggio vicino. Come scrisse poi egli: "…i greci andavano puniti". Gli uomini della Pinerolo agiscono immediatamente. Radunarono e massacrarono tutti i maschi oltre i 14 anni che vi abitavano. Le poche case vennero date alle fiamme. La chiesa venne risparmiata, le donne avviate in un campo di concentramento. Si vantò di quell’azione, presentandola come "esempio e monito per il futuro" e nelle conclusioni del rapporto scrisse "le perdite sono le seguenti, da parte nostra. Morti in combattimento truppa 8: morto in ospedale in seguito alle ferite, truppa 1. Feriti: 2 ufficiali, truppa 13. Da parte dei greci. Morti durante lo scontro: 8. Sbandati, fuggiaschi, raggiunti e passati per le armi dalla scorta dell’autocolonna: 7. Rastrellati dalla compagnia di rinforzo e passati per le armi: 16. Passati per le armi perché cercavano di fuggire dall’accerchiamento: 4. Passati per le armi da reparto inviato da Tyrnavos: 8. Passati per le armi a Damasi: 97 (sono i cittadini di Domenikon). In totale 140 sudditi greci deceduti".
Il 18 luglio 1943 lasciò il comando della divisione al generale Adolfo Infante e rientrò in Patria, andando lunedì 19 luglio 1943 a Roma (giorno del bombardamento americano di San Lorenzo) a disposizione del Ministero della Guerra, per incarichi speciali. Si spense a Chieti, soltanto pochi mesi dopo, il 28 novembre 1943, a seguito di grave malattia contratta in servizio.

### Annotazioni
1. ↑  In seguito si sposò con Felicina Casulli, nata anche lei a Tempio Pausania il 21 febbraio 1890.

### Fonti
1. 1 2 3 4 5  Generals.
2. 1 2 3  ANPI Milano.
3. ↑  Gazzetta Ufficiale del Regno d'Italia n.228 del 5 ottobre 1938, pag.17.